# Мереф'янський завод залізобетонних конструкцій
Мереф'янський завод залізобетонних конструкцій — промислове підприємство у місті Мерефа Харківської області.

## Історія
Історія підприємства почалася у 1956 році, коли в Мерефі були збудовані майстерні «Сільенерго», на базі яких відповідно до шостого п'ятирічного плану розвитку народного господарства СРСР у 1960 - 1961 рр. в 1960 році. було створено завод залізобетонних виробів. Надалі підприємство було розширено, виробничі процеси були механізовані (була встановлена механізована потокова лінія з виготовлення опор ЛЕП) .У 1957 - 1964 р.р. обсяги виробництва збільшилися вдесятеро. У першій половині 1960-х років основною продукцією підприємства були стійки та опори ЛЕП для будівельно-монтажних організацій Головенергосільбуду УРСР, 
1965 року завод виробив залізобетонних виробів на суму 1,956 млн. рублів. У цілому нині, за радянських часів завод входив до числа провідних підприємств міста. Після проголошення незалежності України державне підприємство було перетворено на відкрите акціонерне товариство.